# Caserne Montalembert
La caserne Montalembert (anciennement caserne du Bourg), bâti au XVIIIe siècle, est situé sur l'île d'Aix, en France. L'immeuble a été inscrit au titre des monuments historiques en 1931.

## Historique
Le bâtiment est inscrit au titre des monuments historiques par arrêté du 5 mai 1931.